# Стационе ди Салоне (Рим)
Стационе ди Салоне је насеље у Италији у округу Рим, региону Лацио.
Према процени из 2011. у насељу је живело 23 становника. Насеље се налази на надморској висини од 36 м.